# Maractis rimicarivora
Maractis rimicarivora is een zeeanemonensoort uit de familie Actinostolidae.
Maractis rimicarivora is voor het eerst wetenschappelijk beschreven door Daphne G. Fautin en Brian R. Barber in 1999.
De soort leeft in de buurt van black smokers (onderzeese hydrothermale bronnen) in de Atlantische Oceaan. Ze komt voor in de Trans-Atlantische Geotraverse, die deel uitmaakt van de Mid-Atlantische Rug, op ongeveer 26° noorderbreedte en 44° westerlengte, op een diepte van meer dan 3600 meter. Het is de tweede zeeanemonensoort die bij black smokers in de Atlantische Oceaan werd ontdekt; de eerste was Parasicyonis ingolfi.